# 満洲派 (大日本帝国陸軍)
満洲派（まんしゅうは、英語：Manchurian Faction）は、大日本帝国陸軍にかつてあったとされる派閥。
満洲政策・対外戦争以外の政策（日本国内の経済政策など）では永田鉄山や東條英機らの統制派とさほど相違はなく、統制派と混同されたり支流扱いされる事も多い。
統制派の立場が反米・反中（蔣介石が率いた重慶政府への場合。王克敏の中華民国臨時政府 (北京)や梁鴻志の中華民国維新政府、及び汪兆銘の南京国民政府(1940年以降)に対しては親中）・知ソ連であるのに対して、満洲派は知米（将来、反米に転換予定）・親中・反ソ連と言える。
満洲派は中国からは手を引いて満洲を固めるべきという独自の見解をもっていた。つまりは満蒙生命線論、満蒙領有論に端を発するものだったが、石原の考えは純粋なもので、永田の現実主義に比べると甘さがあった。
例えば石原は満蒙問題解決に下記のような見解を持っている。
1. 日本の権益思想と、中国の国権回復運動からくるナショナリズムは正面から対立し武力による懸案解決ほかなし。
2. 満洲は法的には中国の一部であるが、現実には五族共存の地であり、日本の権益そのものよりも満洲を中国本土より切り離して独立国を造り、満洲を王道楽土、五族協和の地にすべき。武力の使用は満洲だけに限定する。
3. 経済的には昭和金融恐慌以来の日本の苦境を緩和することになるが、既成の財閥は一切入れず、その搾取を防止し、政略的には北満を勢力下に治めればソ連の東進は困難となり対ソ作戦に貢献する。また朝鮮も満洲を確保することによって安泰となる。もし将来対米英戦となるときは重要戦略拠点となりうる。
4. 現在、世界恐慌で足下に火がついている米英は積極的には干渉してこないだろう。ソ連も第二次五ヶ年計画で国力増強に忙しく指をくわえて見えいるだけで出てこない。また、ソ連の強大化を懸念するイギリスは日本を有力な牽制者として利用するため、宥和的な方針を採るだろう。

石原莞爾の著作である東亜連盟論が思想テーゼ書物であるが、同じく著作された世界最終戦論も行動指針に影響を与えていた。
陸軍中将の石原莞爾とそれに近い陸軍内支持者の板垣征四郎、辻政信などで構成されていたとされる。
ただし、板垣は中国に対して華北分離工作を主導し、辻は盧溝橋事件の際に中国への積極的な戦前拡大を主張している。